# Phorocera glabricula
Phorocera glabricula är en tvåvingeart som först beskrevs av Wulp 1890.  Phorocera glabricula ingår i släktet Phorocera och familjen parasitflugor. Inga underarter finns listade i Catalogue of Life.